# Покровский, Борис Александрович
Бори́с Алекса́ндрович Покро́вский (10 [23] января 1912, Москва, Российская империя — 5 июня 2009, Москва, Россия) — советский и российский оперный режиссёр, педагог, публицист; народный артист СССР (1961), лауреат Ленинской премии (1980), четырёх Сталинских премий (1947, 1948, 1949, 1950) и двух Государственных премий России (1995, 2003). Кавалер двух орденов Ленина (1967, 1976).

## Биография
Родился 10 (23) января 1912 года в Москве на Малой Молчановке. Его дед был священником, имел приход на Варварке. Отец Александр Александрович Покровский служил инспектором частного реального училища, после революции работал учителем русского языка, директором единой трудовой школы. Мать Елизавета Тимофеевна происходила из купеческого сословия, была домохозяйкой. Сёстры — Милица и Ксения. С 10 лет занимался музыкой у Е. Ф. Гнесиной.
В 1929 году, после окончания школы, по призыву советского правительства осваивать рабочие специальности, поступил в школу ФЗУ. В 1930—1933 годах работал аппаратчиком на Дорогомиловском химическом заводе им. М. В. Фрунзе.
В то же время занимался музыкой и окончил театрально-музыкальное училище им. А. К. Глазунова по классу фортепиано. В 1933—1937 годах учился на режиссёрском факультете ГИТИСа имени А. В. Луначарского на курсе Ю. Завадского. Его однокурсником был Г. Товстоногов.
После окончания института в 1937 году был направлен в Горьковский театр оперы и балета им. А. С. Пушкина. Дипломный спектакль — опера «Кармен» Ж. Бизе — стал в том же году его режиссёрским дебютом. В 1938—1943 годах — режиссёр (с 1939 — художественный руководитель) театра. Поставил в Горьком (ныне Нижний Новгород) 12 опер и оперетт.
В 1943 году перешёл в Большой театр в Москве. В 1952, 1955—1963 и 1970—1982 годах — главный режиссёр Большого театра, где поставил 41 спектакль.

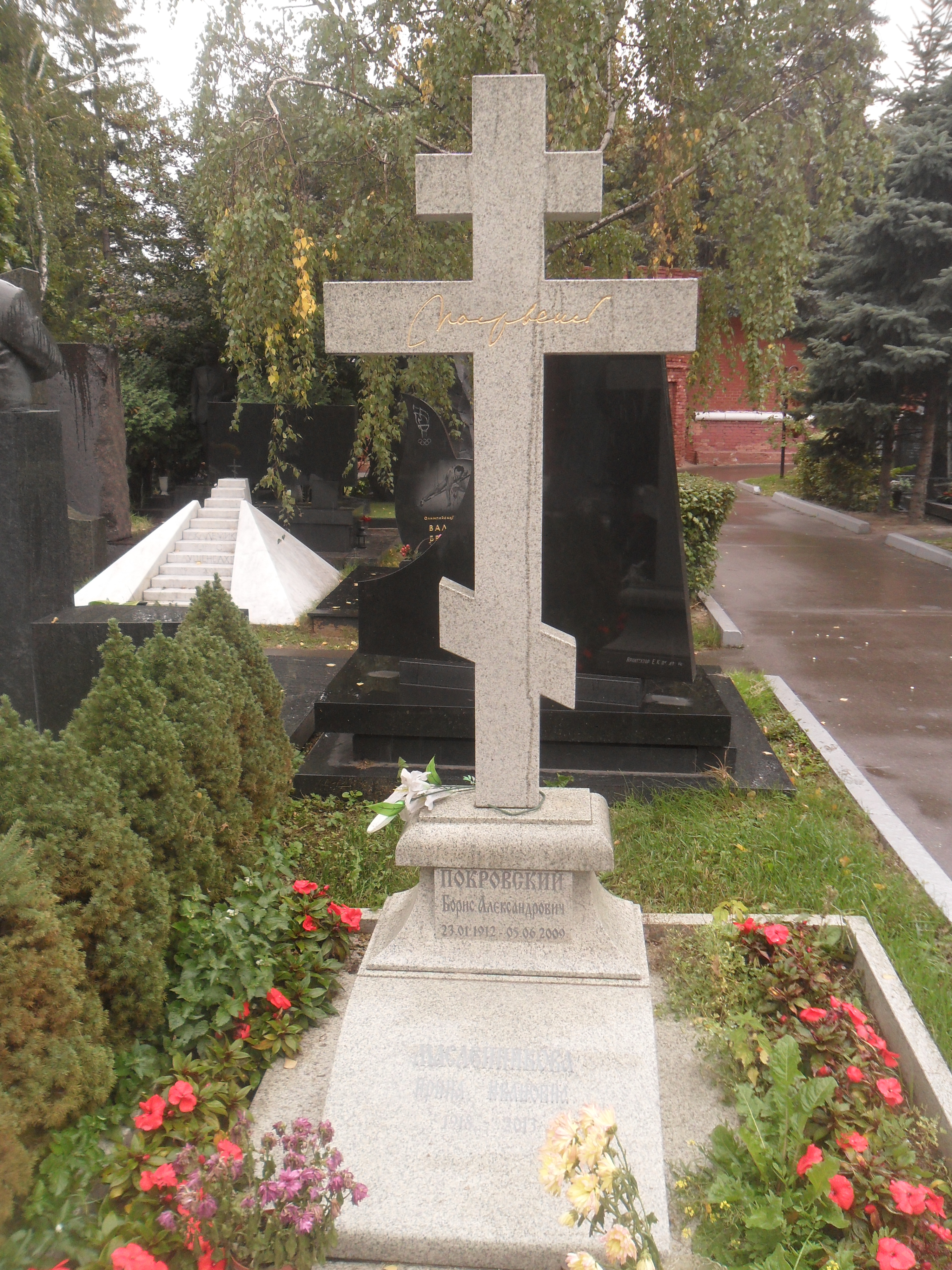
Могила Покровского на Новодевичьем кладбище Москвы.

Осуществил первую постановку оперы «Война и мир» С. Прокофьева в Ленинграде (1946, Ленинградский академический Малый театр оперы и балета). По его просьбе С. Прокофьев написал вальс Наташи Ростовой, ставший символом этой оперы.
В 1947 году постановлением Политбюро ЦК ВКП(б) о формализме в музыке была осуждена поставленная им опера «Великая дружба» В. Мурадели, однако каких-либо мер по отношению к режиссёру не последовало.
В 1972 году основал Московский камерный музыкальный театр (ныне Камерный музыкальный театр имени Б. А. Покровского), получивший в 1997 году к 25-летию звание «Академического». Поставил здесь 75 произведений, из них — древнейшую русскую оперу XVII века «Ростовское действо» (1982) и одну из первых итальянских опер XVI века — «Эвридику» Я. Пери (1994), а также «Похождения повесы» И. Стравинского — первая постановка в России, «Дирижёр оркестра» Д. Чимарозы, «Жизнь с идиотом» А. Шнитке и другие.
Много работал за рубежом. Был первым постановщиком опер С. Прокофьева, получивших всеобщую известность — «Война и мир» в Софийской народной опере (1957), «Огненный ангел» в Праге (1981).
Всего поставил более 180 спектаклей.
С 1949 года преподавал в ГИТИСе на кафедре музыкального театра, с 1954 — профессор, с 1959 — заведующий кафедрой музыкального театра.
Автор многих книг об оперной режиссуре.
Народный депутат СССР от творческих союзов (1989—1991).
Скончался 5 июня 2009 года на 98-м году жизни в Москве. Похоронен 8 июня 2009 года на Новодевичьем кладбище (участок №10).

## Семья
- Первая супруга — Анна Алексеевна Некрасова (1913—2003), режиссёр Центрального детского театра, педагог, народная артистка РСФСР (1990)[10].
  - Дочь — Алла Борисовна Покровская (1937—2019), актриса, театральный режиссёр, народная артистка РСФСР (1985).
  - Зять — Олег Николаевич Ефремов (1927—2000), актёр, режиссёр театра и кино, педагог, театральный деятель. Герой Социалистического Труда (1987), народный артист СССР (1976).
    - Внук — Михаил Олегович Ефремов (род. 10 ноября 1963), актёр театра и кино, театральный режиссёр, телеведущий, заслуженный артист РФ (1995).
      - Правнуки — Никита (род. 1988), актёр; Николай (род. 1991), актёр; Анна-Мария (2000); Вера (2005); Надежда (2007); Борис (2010).

  - Сын — Александр Борисович Покровский (1944—2022), пианист, концертмейстер Московской консерватории.
- Вторая супруга — Ирина Ивановна Масленникова (1918—2013), оперная певица, педагог, профессор Московской консерватории, народная артистка РСФСР (1957). Похоронена в Москве рядом с мужем на Новодевичьем кладбище (участок №10).
  - Падчерица — Мария Сергеевна Лемешева (род. 1944), советская и российская оперная певица, народная артистка РФ (2007); дочь Сергея Яковлевича Лемешева (1902—1977), оперного певца, оперного режиссёра, педагога, народного артиста СССР (1950)
  - Муж падчерицы — Владимир Ильич Агронский (род. 1945), дирижёр Камерного музыкального театра оперы им. Б. А. Покровского, народный артист РФ (2007)[11].

## Звания и награды
- Заслуженный деятель искусств РСФСР (1955)
- Народный артист РСФСР (1957)
- Народный артист СССР (1961)
- Сталинская премия первой степени (1947) — за постановку оперы «Война и мир» С. С. Прокофьева в ЛМАТОБ).
- Сталинская премия первой степени (1948) — за постановку оперного спектакля «Вражья сила» А. Н. Серова
- Сталинская премия второй степени (1949) — за постановку оперного спектакля «Проданная невеста» Б. Сметаны[12]
- Сталинская премия первой степени (1950) — за постановку оперного спектакля «Садко» Н. А. Римского-Корсакова
- Ленинская премия (1980) — за постановку опер советских композиторов в ГАБТ и МГКАМТ
- Государственная премия Российской Федерации в области литературы и искусства за 1994 год (1995) — за оперные спектакли последних лет[13]
- Государственная премия Российской Федерации (2004) — за постановку оперных спектаклей «Сорочинская ярмарка» М. П. Мусоргского и «Юлий Цезарь и Клеопатра» Г. Ф. Генделя, поставленные на сцене Московского государственного академического камерного музыкального театра [14]
- Два ордена Ленина (1967, 1976)
- Два ордена Трудового Красного Знамени (1972, 1982)
- Орден «Знак Почёта»
- Орден «За заслуги перед Отечеством» I степени (23 января 2007 года) — за выдающийся вклад в развитие отечественного музыкального искусства и многолетнюю творческую деятельность[15]
- Орден «За заслуги перед Отечеством» II степени (29 января 2002 года) — за выдающиеся заслуги в области музыкального искусства[16]
- Орден «За заслуги перед Отечеством» III степени (23 января 1997 года) — за заслуги перед государством и большой личный вклад в развитие отечественного музыкального искусства[17]
- Медаль Пушкина (4 июня 1999 года) — в ознаменование 200-летия со дня рождения А. С. Пушкина, за заслуги в области культуры, просвещения, литературы и искусства[18]
- Медаль «За доблестный труд в Великой Отечественной войне 1941—1945 гг.»
- Медаль «В память 850-летия Москвы»
- Медаль «За доблестный труд. В ознаменование 100-летия со дня рождения Владимира Ильича Ленина»
- Медаль «Ветеран труда»
- Орден Креста земли Марии 3 класса (5 февраля 2004 года, Эстония)[19][20]
- Премия города Москвы в области литературы и искусства (2002) — за постановку оперы «Сорочинская ярмарка» М. Мусоргского
- Российская оперная премия «Casta diva» в номинации За благородное служение опере (1996)[21]
- Театральная премия «Золотая маска» (1996) — за спектакли Камерного музыкального театра
- Международная премия К. Станиславского (Международный Фонд К. С. Станиславского, 2002)[22]
- Театральная премия «Золотая маска» (2004) в номинации «За честь и достоинство» (2004)
- Премия имени Г. А. Товстоногова «за выдающийся вклад в развитие театрального искусства», вручавшейся в рамках награждения высшей театральной премией Санкт-Петербурга «Золотой софит» (2004)
- Премия «Триумф» (2008)
- Почётный Президент Международного института театра (1986)

## Постановки

### Горьковский государственный театр оперы и балета имени А.С. Пушкина
- 1937 — «Кармен» Ж. Бизе
- 1937 — «Царская невеста» Н. А. Римского-Корсакова
- 1938 — «Фауст» Ш. Гуно
- 1938 — «Евгений Онегин» П. И. Чайковского
- 1939 — «Иоланта» П. И. Чайковского
- 1940 — «Иван Сусанин» М. И. Глинки
- 1940 — «Снегурочка» Н. А. Римского-Корсакова
- 1941 — «Чародейка» П. И. Чайковского
- 1941 — «Нижегородцы» Э. Ф. Направника
- 1941 — «Холопка» Н. М. Стрельникова
- 1942 — «Юдифь» А. Н. Серова
- 1942 — «Сильва» И. Кальмана
- 1943 — «Алеко» С. В. Рахманинова
- 1943 — «Скупой рыцарь» С. В. Рахманинова

### Большой театр
- 1943 — «В огне» Д. Б. Кабалевского (филиал театра, сопостановщик М. Габович)
- 1944 — «Царская невеста» Н. А. Римского-Корсакова
- 1944 — «Евгений Онегин» П. И. Чайковского (художник П. В. Вильямс)
- 1944 — «Пиковая дама» П. И. Чайковского (художник В. В. Дмитриев)
- 1946 — «Бэла» А. Н. Александрова
- 1947 — «Майская ночь» Н. А. Римского-Корсакова (филиал театра)
- 1947 — «Вражья сила» А. Н. Серова (филиал театра)
- 1947 — «Великая дружба» В. И. Мурадели
- 1948 — «Проданная невеста» Б. Сметаны (филиал театра)
- 1949 — «Садко» Н. А. Римского-Корсакова (художник Ф. Ф. Федоровский)
- 1949 — «Галька» С. Монюшко (филиал театра)
- 1951 — «От всего сердца» Г. Л. Жуковского
- 1951 — «Аида» Дж. Верди
- 1953 — «Травиата» Дж. Верди (филиал театра, художник В. Ф. Рындин)
- 1954 — «Фиделио» Л. ван Бетховена (филиал театра, дирижёр А. Ш. Мелик-Пашаев)
- 1954 — «Снегурочка» Н. А. Римского-Корсакова
- 1956 — «Свадьба Фигаро» В. А. Моцарта (сопостановщик Г. П. Ансимов)
- 1956 — «Франческа да Римини» С. В. Рахманинова (филиал театра)
- 1959 — «Банк бан» Ф. Эркеля (филиал театра, сопостановщик Ю. Петров)
- 1959 — «Джалиль» Н. Г. Жиганова (филиал театра, сопостановщик Г. Миллер)
- 1959 — «Война и мир» С. С. Прокофьева
- 1961 — «Судьба человека» И. И. Дзержинского
- 1962 — «Фальстаф» Дж. Верди
- 1964 — «Пиковая дама» П. И. Чайковского (редакция постановки Л. В. Баратова)
- 1965 — «Сон в летнюю ночь» Б. Бриттена (художник Н. А. Бенуа)[23]
- 1967 — «Неизвестный солдат» («Брестская крепость») К. В. Молчанова
- 1968 — «Евгений Онегин» П. И. Чайковского (редакция постановки 1944 года)
- 1970 — «Семён Котко» С. С. Прокофьева (художник В. Я. Левенталь)
- 1971 — «Тоска» Дж. Верди
- 1973 — «Руслан и Людмила» М. И. Глинки (художник И. Г. Сумбаташвили)
- 1974 — «Игрок» С. С. Прокофьева (художник В. Я. Левенталь)
- 1977 — «Похищение луны» О. В. Тактакишвили
- 1977 — «Мёртвые души» Р. К. Щедрина (художник В. Я. Левенталь)
- 1978 — «Отелло» Дж. Верди (художник В. Я. Левенталь)
- 1979 — «Революцией призванный» («Лениниана») Э. Л. Лазарева
- 1980 — «Катерина Измайлова» Д. Д. Шостаковича (художник В. Я. Левенталь)
- 1981 — «Война и мир» С. С. Прокофьева (на сцене КДС, художник Н. Н. Золотарёв)
- 1982 — «Обручение в монастыре» («Дуэнья») С. С. Прокофьева (дирижёр Г. Н. Рождественский) (художник В. Я. Левенталь)
- 1988 — «Млада» Н. А. Римского-Корсакова (художник В. Я. Левенталь)
- 1990 — «Орлеанская дева» П. И. Чайковского (художник В. Я. Левенталь)
- 1991 — «Евгений Онегин» П. И. Чайковского (художник В. Я. Левенталь)
- 1992, 1994 — «Князь Игорь» А. П. Бородина (художник В. Я. Левенталь)
- 1995 — «Хованщина» М. П. Мусоргского
- 1998 — «Франческа да Римини» С. В. Рахманинова
- 2000 — «Евгений Онегин» П. И. Чайковского (редакция постановки 1944 года) (художник В. В. Дмитриев)

### Московский камерный музыкальный театр
- 1972 — «Не только любовь» Р. К. Щедрина
- 1972 — «Много шума из-за… сердец» Т. Н. Хренникова
- 1972 — «Сокол Федериго дельи Альбериги» Д. С. Бортнянского
- 1974 — «Скупой» В. А. Пашкевича
- 1974 — «Голос земли» А. И. Островского (художественное руководство)
- 1974 — «Бедные люди» Г. С. Седельникова
- 1974 — «Нос» Д. Д. Шостаковича
- 1975 — «Директор театра» В. А. Моцарта
- 1975 — «Брачный вексель» Дж. Россини (художественное руководство)
- 1975 — «Шинель» А. Н. Холминова
- 1975 — «Коляска» А. Н. Холминова
- 1976 — «Близнецы» Ф. Шуберта (художественное руководство)
- 1976 — «Аптекарь» Й. Гайдна
- 1976 — «Дедушка смеётся» А. В. Чайковского
- 1977 — «Рыжая Лгунья и солдат» В. Ш. Ганелина
- 1977 — «Двенадцатая серия» А. Н. Холминова
- 1978 — «Ночью» В. Пальчун (художественное руководство)
- 1978 — «Похождения повесы» Э. Л. Лазарева
- 1979 — «Луна и детектив» А. Б. Журбина
- 1980 — «Луна и детектив» В. А. Кобекина
- 1980 — «Час Моцарта» В. А. Моцарта
- 1980 — «Дневник сумасшедшего» В. А. Кобекина (художественное руководство)
- 1980 — «Игра на воде» Б. Бриттена (художественное руководство)
- 1980 — «Луна и детектив» Л. А. Десятникова (художественное руководство)
- 1981 — «Соль», Композиция «Слушайте музыку революции!» Н. В. Богословского (художественное руководство)
- 1981 — «Мусуси» О. В. Тактакишвили
- 1981 — «Семь смертных грехов» К. Вайля
- 1981 — «Час оперетты» Ж. Оффенбаха и других (исполнители — студенты ГИТИСа)
- 1982 — «Ростовское действо» Д. Ростовского
- 1982 — «Оклахома» Р. Роджерса (исполнители — студенты ГИТИСа)
- 1982 — «Неожиданная встреча» Й. Гайдна (исполнители — студенты ГИТИСа)
- 1982 — «Военные письма», «Альбомчик» В. А. Гаврилина (художественное руководство)
- 1983 — «Конец Казановы» И. В. Цеслюкевич
- 1983 — «Поздравляем!» М. С. Вайнберга
- 1983 — Композиция «Ревю молодых»
- 1983 — «Граф Калиостро» М. Л. Таривердиева
- 1984 — «Ванька» А. Н. Холминова
- 1984 — «Свадьба» А. Н. Холминова
- 1984 — «Живи и помни» К. Е. Волкова (художественное руководство)
- 1985 — «Братья Карамазовы» А. Н. Холминова
- 1985 — «Читая дневники поэта» Ш. Р. Чалаева
- 1985 — «Дирижёр оркестра» Д. Чимарозы
- 1985 — «Четыре портрета» Д. И. Кривицкого
- 1985 — «Ожидание» М. Л. Таривердиева
- 1986 — «Золотой телёнок» Т. Н. Хренникова
- 1987 — «Севильский цирюльник» Дж. Паизиелло
- 1987 — «Дон Жуан» В. А. Моцарта
- 1987 — «Музыка арбатского двора» Б. Ш. Окуджавы (художественное руководство)
- 1987 — «Эхо и Нарцисс» К. Глюка (исполнители — студенты ГИТИСа)
- 1988 — «Гименей» Г. Генделя
- 1988 — «Верую» В. Г. Пигузов
- 1989 — «Модест» («Женитьба»; «Слово о Мусоргском»; «По прочтении музыкальных набросков М. Мусоргского») М. П. Мусоргского, Г. Н. Рождественский, В. Г. Тарнопольского
- 1990 — «Игроки» Д. Д. Шостаковича
- 1990 — «Антиформалистический раёк» Д. Д. Шостаковича
- 1991 — «Загадка императора» («Струфиан») И. А. Егиков
- 1991 — «Евгений Онегин» П. И. Чайковского (художник В. Я. Левенталь)
- 1991 — «Идиот» М. С. Вайнберга
- 1992 — «Сначала музыка, а потом слова» А. Сальери
- 1993 — «Жизнь с идиотом» А. Г. Шнитке
- 1993 — «Эвридика» Я. Пери
- 1995 — «Дворянское гнездо» В. И. Ребикова
- 1995 — «Плоды просвещения» А. Н. Холминова
- 1996 — «Весёлая вдова» Ф. Легара
- 1997 — «Нам — 400! НАМ — 25!» Юбилейное действо открытия театра на Никольской
- 1998 — «Коронация Поппеи» К. Монтеверди
- 1999 — «Сергей Сергеевич Прокофьев — детям» («Петя и Волк», «Гадкий утёнок». Детские песни) С. С. Прокофьева
- 2000 — «Сорочинская ярмарка» М. П. Мусоргского
- 2001 — «Свадьба Фигаро» В. А. Моцарта
- 2002 — «Плащ», «Джанни Скикки» Дж. Пуччини
- 2002 — «Юлий Цезарь и Клеопатра» Г. Генделя
- 2004 — «Укрощение строптивой» В. Я. Шебалина
- 2004 — «Волшебная флейта» В. А. Моцарта

### Другие театры
- 1944 — «Алеся» Е. К. Тикоцкого (Белорусский театр оперы и балета, Минск)
- 1945 — «Кармен» Ж. Бизе (Белорусский театр оперы и балета, Минск)
- 1946 — «Война и мир» С. С. Прокофьева (художник В. Ф. Рындин) (МАЛЕГОТ, Ленинград)
- 1949 — «Воевода» П. И. Чайковского (МАЛЕГОТ, Ленинград)
- 1951 — «Евгений Онегин» П. И. Чайковского (Грузинский театр оперы и балета им. Палиашвили, Тбилиси)
- 1955 — «Война и мир» С. С. Прокофьева (Татарский театр оперы и балета имени Мусы Джалиля, Ленинград)
- 1957 — «Джалиль» Н. Г. Жиганова (МАЛЕГОТ, Казань)
- 1957 — «Война и мир» С. С. Прокофьева (Софийская народная опера)
- 1961 — «Порги и Бесс» Дж. Гершвина (Учебный театр ГИТИСа им. А. Луначарского)
- 1964 — «Пиковая дама» П. И. Чайковского (Лейпцигский оперный театр)
- 1965 — «Воскресенье в Риме» Г. Крамера (Учебный театр ГИТИСа им. А. Луначарского)
- 1966 — «Не только любовь» Р. К. Щедрина (Учебный театр ГИТИСа им. А. Луначарского)
- 1966 — «Хованщина» М. П. Мусоргского (Софийская народная опера)
- 1967 — «Кто ты?» М. Л. Таривердиева (Учебный театр ГИТИСа им. А. Луначарского)
- 1967 — «Белая ночь» Т. Н. Хренникова (Музыкальный театр им. С. Македонского, София)
- 1968 — «Золотой петушок» Н. А. Римского-Корсакова (Лейпцигский оперный театр)
- 1968 — «Красотки кабаре» («Сильва») И. Кальмана (Учебный театр ГИТИСа им. А. Луначарского)
- 1969 — «Сказание о невидимом граде Китеже и деве Февронии» Н. А. Римского-Корсакова (Софийская народная опера)
- 1970 — «Девичий переполох» Ю. С. Милютина (Учебный театр ГИТИСа им. А. Луначарского)
- 1971 — «Много шума из-за… сердец» Т. Н. Хренникова (Учебный театр ГИТИСа им. А. Луначарского)
- 1972 — «Игрок» С. С. Прокофьева (Лейпцигский оперный театр)
- 1974 — «Князь Игорь» А. П. Бородина (Литовский театр оперы и балета, Вильнюс)
- 1975 — «Зори здесь тихие» К. В. Молчанова (Пражский народный театр)
- 1977 — «Евгений Онегин» П. И. Чайковского (Лейпцигский оперный театр)
- 1978 — «Князь Игорь» А. П. Бородина (Берлинская государственная опера)
- 1979 — «Служанка-госпожа» Дж. Перголези (Бургаский оперный театр)
- 1979 — «Директор театра» В. А. Моцарта (Бургаский оперный театр)
- 1980 — «Пиковая дама» П. И. Чайковского (Софийская народная опера)
- 1981 — «Огненный ангел» С. С. Прокофьева (Национальный театр, Прага)
- 1981 — «Пиковая дама» П. И. Чайковского (Берлинская государственная опера)
- 1982 — «Любовь к трём апельсинам» С. С. Прокофьева (Лейпцигский оперный театр)
- 1983 — «Доротея» Т. Н. Хренникова (Музыкальный театр им. С. Македонского, София)
- 1984 — «Мария Стюарт» С. М. Слонимского (Лейпцигский оперный театр)
- 1984 — «Летучая мышь» И. Штрауса (Музыкальный театр им. С. Македонского, София)
- 1986 — «Война и мир» С. С. Прокофьева (Софийская народная опера)
- 1986 — «Борис Годунов» М. П. Мусоргского (Театр оперы и балета им. Кирова, Ленинград)
- 1987 — «Хованщина» М. П. Мусоргского (Театр оперы и балета «Эстония»)
- 1987 — «Евгений Онегин» П. И. Чайковского (Словенский театр оперы и балета, Марибор, Югославия)
- 1987 — «Князь Игорь» А. П. Бородина (Арена ди Верона, Италия)
- 1989 — «Пророк» А. С. Пушкина (МХАТ им. Горького)
- 1992 — «Жизнь с идиотом» А. Г. Шнитке (Нидерландский государственный оперный театр, Амстердам)
- 1993 — «Жизнь с идиотом» А. Г. Шнитке (Венский театр камерной оперы)
- 1993 — «Ох, эти русские…» В. Г. Тарнопольского (Театр месье Ребу, Фестиваль М. Ростроповича, Эвиан, Франция)
- 1993 — «Шёлковая лестница» Дж. Россини (Венский театр камерной оперы)
- 1995 — «Четыре самодура» Э. Вольф-Феррари (Венский театр камерной оперы)
- 1998 — «Таис» Ж. Массне (Музыкальный театр им. Станиславского и Немировича-Данченко)
- 1998 — «Евгений Онегин» П. И. Чайковского (Тверская филармония)
- 2001 — «Алеко» С. В. Рахманинова (Тверская филармония)

## Фильмография
- 1969 — Режиссёр читает партитуру. Борис Покровский (документальный)
- 1991 — Сергей Прокофьев. Сюита жизни (документальный)
- 1992 — Наш любимый юный дед (документальный)
- 1993 — Парадокс Покровского (документальный)
- 1996 — Легенды Большого (документальный), режиссёр Н. Тихонов

Режиссёр
- 1987 — Граф Калиостро (фильм-спектакль) (совм. Ю. Богатыренко)

## Оценки творчества
Евгений Светланов предлагал занести Покровского в Книгу рекордов Гиннесса — За безмерное трудолюбие, великий талант и верность искусству.

Галина Вишневская:

Для нас, актёров, которых воспитал Борис Александрович, он остаётся просто Учителем. Он научил нас по-настоящему любить и понимать оперу.
В каждом спектакле Покровского открывается новый исполнитель, рождается новое актёрское явление.